# Servicio Mundial de Monitorización de Glaciares
El Servicio Mundial de Monitorización de Glaciares o WGMS por sus siglas en inglés ('World Glacier Monitoring Service'), es un servicion internacional creado en el año 1986 para estudiar las fluctuaciones de los campos de hielo y masas de hielo continental de todo el mundo.  Depende de la Asociación Internacional de Ciencias Criosféricas (IACS) y de la Unión Internacional de Geodesia y Geofísica (IUGG) y opera bajo los auspicios del Programa de las Naciones Unidas para el Ambiente (UNEP),. Tiene su sede en la Universidad de Zúrich.
Su objeto de estudio son las variaciones en la masa, volumen, superficie y longitud de los glaciares a lo largo del tiempo y mantener un inventario de las masas de hielo perenne en relación con el retroceso de los glaciares observado desde 1850 y cuya causa probable se achaca al calentamiento global producido por las emisiones de gases de efecto invernadero al quemar combustibles fósiles. El Servicio Mundial de Monitorización de Glaciares opera la Red Terrestre Global para Permafrost (GTN-G) que recopila datos, in situ y por medio de dispositivos remotos, en campos glaciares de más de 30 países, especialmente en los Alpes y Escandinavia.